# Tapponia severa
Tapponia severa är en spindelart som beskrevs av Tamerlan Thorell 1895. Tapponia severa ingår i släktet Tapponia och familjen lospindlar.
Artens utbredningsområde är Myanmar. Inga underarter finns listade i Catalogue of Life.